# Смаллінгерланд
Смаллінгерланд (нід. Smallingerland, фриз. Smellingerlân) — громада в провінції Фрисландія (Нідерланди). Центральне місто Драхтен.

## Географія
Територія громади займає 126,17 км², з яких 117,31 км² — суша і 8,86 км² — водна поверхня. Станом на лютий 2020 року у громаді мешкає 56 194 особи.

### Населені пункти муніципалітету
Міста
- Драхтен

Села
- Аудега
- Борнбергюм
- Гаутігегаге
- Де-Венгоп
- Де-Вілген
- Де-Тіке
- Драхтстеркомпагні
- Кортегеммен
- Неєга
- Опейнде
- Роттевалле
- Смалле-Е

## Історія
Назва «Смаллінгерланд» походить від колишнього хутора Smalle Ee, який раніше був основним містом. У XIV столітті щорічні ярмарки в Smalle Ee стали не менш важливими, ніж ті, що проходили у великих містах Леуварден і Доккум. Назва міста Драхтен, можливо, похідна від старого фризского слова Darch, що означає торф і ґрунт.
Центральна функція Драхтена в громаді починається з 1641 року. Один голландський бізнесмен заснував в Драхтені підприємство із видобутку торфу, і для цього збудував канал Drachtstervaart. На підприємстві було зайнято 800 робітників. Видобуток торфу незабаром став збитковим сектором економіки, однак канал Drachtstervaart викликав зростання господарської діяльності, таких як суднобудування. Типовий пейзаж торфовища все ще можна побачити, особливо поблизу міста Драхтенкомпані.
З 1950 місто Драхтен швидко розвивається. Зараз воно грає важливу роль в регіоні. У громаду Смаллінгерланд входить тринадцять невеликих сіл, крім Драхтена, найбільшим з яких є Опейнде з населенням в 1731 жителів, найменшим Смалле налічує 57 жителів. В 1640 хутора Північний Драхтен і Південний Драхтен представляли собою невелику церкву і кілька фермерських господарств. Інші села в регіоні були старше, більше і важливіше, наприклад, Смалле з його монастирем і важливими заходами, такими як щорічний ярмарок. Або Аудеха, де кам'яна церква була побудована ще до 1100 року н. е. Видобуток торфу сприяв розвитку регіону. Торф став важливим джерелом енергії не тільки для приватних домогосподарств, а й для промисловості. Але потреба в ньому у швидко зростаючій провінції Голландії в XVII столітті була вище, ніж могли б поставляти канали Фрисландії.
У 1641 року фермери в Північному і Південному Драхтені уклали угоду з фінансистами з компанії «Drachten Associates». Один з них був лихвар Хендрікс Боллеман з Гааги. Угода передбачає, що торф добутий в Смаллінгерланді буде поставлятися по всім Нідерландам. Для транспортування на човні був виритий канал Drachtster Compagnonsvaart.
Незважаючи на початковий економічний успіх видобутку торфу незабаром це стало збитковим (це навіть призвело до банкрутства Хендрікса Боллемана). Збитковий сектор економіки стимулював зростання господарської діяльності в місті Драхтен. Drachtstervaart почав будувати кораблі і судна, а також розвивали свої сфери послуг: канатні двори, заводи по обробці деревини і кузні. У 1746 році перший справжній завод був створений на Langewijk, спочатку тільки для обробки деревини, але після 1895 року також ще для будівництва суден, із залізного корпусу.
У XVII столітті резиденція губернатора Смаллінгерланда перебувала в місті Аудеха, там же проводилися щорічні ярмарки.
Після банкрутства Drachtstervaart, заводи і щорічні ярмарки переїхали в Драхтен. Що стосується працевлаштування, Смаллінгерланд є четвертою кращою громадою в північній частині Нідерландів і займає друге місце в провінції Фрисландія. У торговий центрах, нічному житті, освіті та охороні здоров'я є можливість працевлаштування понад 150 000 осіб.